# مبرهنة فيثاغورس
في الرياضيات، تُعد مبرهنة فيثاغورس إحدى العلاقات الأساسية في الهندسة الإقليدية، وتربط بين أطوال أضلاع المثلث القائم الزاوية. تنص المبرهنة على أن مساحة المربع المُنشأ على الوتر (وهو الضلع المقابل للزاوية القائمة) تساوي مجموع مساحتي المربعين المُنشأين على الضلعين الآخرين.
ويمكن التعبير عن المبرهنة على شكل معادلة تربط بين طولي الضلعين القائمين a وb، وطول الوتر c، وتُعرف أحيانًا باسم «معادلة فيتاغورس»:
{\displaystyle a^{2}+b^{2}=c^{2}}
سُمّيت المبرهنة نسبةً إلى الفيلسوف اليوناني فيثاغورس، الذي وُلد نحو عام 570 قبل الميلاد. وقد خضعت هذه المبرهنة لعدد كبير من البراهين باستخدام أساليب متعددة — ربما أكثر من أي مبرهنة رياضية أخرى. تتنوع هذه البراهين بين هندسية وجبرية، ويعود بعضها إلى آلاف السنين.
عند تمثيل الفضاء الإقليدي باستخدام نظام إحداثيات ديكارتي في الهندسة التحليلية، فإن المسافة الإقليدية بين نقطتين تحقق علاقة فيثاغورس؛ حيث تساوي المسافة التربيعية بين النقطتين مجموع مربعات الفروق بين إحداثيات كل بُعد من أبعاد الفضاء.
يمكن تعميم مبرهنة فيثاغورس بطرق متعددة، لتشمل فضاءات ذات أبعاد أعلى، وفضاءات لاإقليدية، وأشكالًا ليست مثلثات قائمة الزاوية، بل وحتى أجسامًا ليست مثلثة أساسًا وإنما مجسّمات في فضاءات ذات n بعد.

## المبرهنة

### نظرية فيثاغورس المباشرة
إذا كانت c تشير إلى طول الوتر وكانت a و b تشير إلى طول أضلاع مثلث قائم الزاوية، فيمكن التعبير عن نظرية فيثاغورس كما يلي:
{\displaystyle a^{2}+b^{2}=c^{2}}
مثال: إذا كان b=3 و a=4 فإن {\displaystyle a^{2}+b^{2}=3^{2}+4^{2}=25=c^{2}\,} ومنها {\displaystyle c=5\,}
أي ثلاثة أعداد صحيحة تمثل أطوال أضلاع مثلث قائم الزاوية -مثل (3، 4، 5)- تُكون ثلاثي فيثاغورسي.
إذا كانت أطوال أضلاع المثلث القائم فقط معروفة ولكن ليس الوتر، فيمكن حساب طول الوتر باستخدام المعادلة:
{\displaystyle c={\sqrt {a^{2}+b^{2}}}}
إذا كان طول الوتر وضلع واحد معروفًا، فيمكن حساب طول الضلع الآخر على النحو التالي:
{\displaystyle a={\sqrt {c^{2}-b^{2}}}}
أو
{\displaystyle b={\sqrt {c^{2}-a^{2}}}.}
تعميم هذه النظرية هو قانون جيب التمام، والذي يسمح بحساب طول أي جانب من أي مثلث بالنظر إلى أطوال الضلعين الآخرين والزاوية بينهما. إذا كانت الزاوية بين الأطراف الأخرى هي الزاوية القائمة، فإن قانون جيب التمام يؤول إلى معادلة فيثاغورس.

### نظرية فيثاغورس العكسية
نص نظرية فيثاغورس العكسية (العبارة 47 من الجزء الأول من كتاب العناصر لإقليدس):
« في مثلث، إذا كان مربع طول أطول ضلع يساوي مجموع مربعي طولي الضلعين الآخرين، فإن هذا المثلث قائم الزاوية. الزاوية القائمة هي الزاوية المقابلة لأطول ضلع، والضلع الأطول هو الوتر. »

نظرية فيثاغورس هي خاصية مميزة للمثلث القائم الزاوية. بتعبير آخر:
« في مثلث ABC، إذا كان AC²+BC²=AB² فإن هذا المثلث قائم الزاوية في C.».

## براهين
لهذه المبرهنة أكبر عدد معروف من الإثباتات (كما هو الحال بالنسبة لخاصية التقابل التربيعي). فيما يلي بعض منها:

### برهان إقليدس

برهان إقليدس كما ورد في "العناصر"

فيما يلي خلاصة للطريقة التي يتبعها البرهان في كتاب إقليدس "العناصر". يتم تقسيم المربع الكبير إلى مستطيلين، أحدهما في اليسار والآخر في اليمين. يُنشأ مثلثٌ له نصف مساحة المستطيل الأيسر. ثم يُنشأ مثلثٌ آخر له نصف مساحة المربع الموجود على الضلع الأيسر. يُبرهَن أن هذين المثلثين متطابقان، مما يثبت أن مساحة هذا المربع تساوي مساحة المستطيل الأيسر. يتبع ذلك تطبيق مماثل للمستطيل الأيمن والمربع المقابل له. وبجمع المستطيلين سويًا لإعادة تكوين المربع الموجود على الوتر، نجد أن مساحته تساوي مجموع مساحتي المربعين الآخرين. وفيما يلي التفاصيل:
لنفترض أن A وB وC رؤوس مثلث قائم الزاوية، والزاوية القائمة عند A. نسقط عمودًا من النقطة A إلى الضلع المقابل (الوتر) داخل المربع المُنشأ على الوتر. يقسم هذا الخط المربع إلى مستطيلين، لكل منهما نفس مساحة أحد المربعين على الضلعين القائمين.
لإتمام البرهان رسميًا، نحتاج إلى أربع تمهيدات هندسية بسيطة:
1. إذا كان هناك مثلثان لكل منهما ضلعان متساويان في الطول، والزاوية المحصورة بينهما متساوية، فإن المثلثين متطابقان (حالة ضلع-زاوية-ضلع).
2. مساحة المثلث تساوي نصف مساحة متوازي الأضلاع الذي يشترك معه في نفس القاعدة والارتفاع.
3. مساحة المستطيل تساوي حاصل ضرب طولي ضلعيه المتجاورين.
4. مساحة المربع تساوي حاصل ضرب أحد أضلاعه في نفسه (ويُستنتج ذلك من 3).

بعد ذلك، يُربط كل من المربعين العلويين بمثلثٍ مطابق لآخر مرتبط بأحد المستطيلين المكوّنين للمربع السفلي.
البرهان كما يلي:

رسم يوضح الخطوط المضافة للبرهان

إظهار المثلثين المتطابقين اللذين يمثل كل منهما نصف مساحة المستطيل BDLK والمربع BAGF

1. لنفترض أن ACB مثلث قائم الزاوية في الزاوية CAB.
2. نرسم مربعات على كل من الأضلاع BC وAB وAC، ونسميها: CBDE وBAGF وACIH بالترتيب. إنشاء المربعات يتطلب استخدام النظريات السابقة مباشرة في كتاب إقليدس، ويعتمد على بديهية التوازي.[3]
3. من النقطة A، نرسم خطًا موازيًا لكل من BD وCE. هذا الخط يتقاطع عموديًا مع BC وDE عند النقطتين K وL على التوالي.
4. نوصل بين النقطتين CF وAD لتكوين المثلثين BCF وBDA.
5. الزاويتان CAB وBAG كلتاهما قائمتان؛ لذا فإن النقاط C وA وG مستقيمية.
6. الزاويتان CBD وFBA قائمتان كذلك؛ لذا فإن الزاوية ABD تساوي الزاوية FBC، لأن كلًا منهما مكوّنة من زاوية قائمة مضافة إلى الزاوية ABC.
7. بما أن AB = FB، وBD = BC، والزاويتان ABD وFBC متساويتان، فإن المثلث ABD مطابق للمثلث FBC.
8. بما أن A-K-L خط مستقيم يوازي BD، فإن المستطيل BDLK مساحته ضعف مساحة المثلث ABD، لأنهما يشتركان في نفس القاعدة BD ولهما نفس الارتفاع BK.
9. بما أن النقطة C تقع على نفس الخط المستقيم الذي يضم A وG، وهذا الخط موازي لـ FB، فإن مساحة المربع BAGF تساوي ضعف مساحة المثلث FBC.
10. إذًا، المستطيل BDLK يساوي في المساحة المربع BAGF، أي AB².
11. نكرر الخطوات من 3 إلى 10 على الجانب الآخر لإثبات أن المستطيل CKLE يساوي في المساحة المربع ACIH، أي AC².
12. بجمع النتيجتين:

AB² + AC² = BD × BK + KL × KC
1. وبما أن BD = KL، فإن:

BD × BK + KL × KC = BD(BK + KC) = BD × BC
1. إذًا، AB² + AC² = BC²، لأن CBDE مربع ضلعه BC.

هذا البرهان، الذي يظهر في كتاب "العناصر" لإقليدس في الاقتراح رقم 47 من الكتاب الأول، يُثبت أن مساحة المربع على الوتر تساوي مجموع مساحتي المربعين المقامين على الضلعين الآخرين.
وهذا البرهان يختلف تمامًا عن البرهان القائم على تشابه المثلثات، الذي يُعتقد على نطاق واسع أنه البرهان الذي استخدمه فيثاغورس نفسه.

### برهان جوجو

لغز جوجو

تمت إعادة صياغة مبرهنة جوجو Gougu انطلاقاً من تعليقات وملاحظات الرياضي الصيني Liu Hui (القرن الثالث بعد الميلاد) على كتاب « الفصول التسعة في فن الرياضيات » (206 قبل الميلاد، 220 بعده) وعلى كتاب Zhoubi Suanjian « ظل الدوائر، كتاب في Calculus » (كتاب في علم الفلك).
هذا البرهان يعتمد على مبدأ لعبة اللغز Puzzle: مساحتان متساويتان بعد تقطيع وتركيب. يذكر أن إقليدس استعمل نفس المبدأ (القص) تقريباً. في الشكل جانبه، المثلث القائم الزاوية مرسوم بلون غامق، مربع أطول ضلع من ضلعي الزاوية القائمة رسم خارج المثلث، بينما نقوم بالعكس بالنسبة للضلعين الآخرين.
المثلث الأحمر يقايس المثلث البدئي. طول أطول ضلع من ضلعي الزاوية القائمة في المثلث الأصفر يساوي طول أصغر ضلع في المثلث البدئي، وزوايا هذين المثلثين متقايسة. طول أطول ضلع من ضلعي الزاوية القائمة في المثلث الأزرق يساوي فرق طولي ضلعي الزاوية القائمة للمثلث البدئي وزواياهما متقايسة أيضاً.

### البرهنة باستعمال الجداء السلمي (المتجهات)
ليكن ABC مثلثاً قائم الزاوية في A
{\displaystyle {\overrightarrow {CB}}={\overrightarrow {AB}}-{\overrightarrow {AC}}}
{\displaystyle {\overrightarrow {CB}}^{2}=({\overrightarrow {AB}}-{\overrightarrow {AC}})^{2}}
{\displaystyle CB^{2}=AB^{2}+AC^{2}-2.{\overrightarrow {AB}}.{\overrightarrow {AC}}}
بما أن ABC قائم الزاوية في A فإن {\displaystyle {\overrightarrow {AB}}.{\overrightarrow {AC}}=0}
ومنه {\displaystyle BC^{2}=AB^{2}+AC^{2}}

### برهان حديث
لنعتبر مثلثاً قائم الزاوية حيث قياسات أضلاعه هي b ،a و c. نقوم بنسخ المثلث ثلاث مرات بحيث يشكل كل ضلع طوله a مستقيماً مع ضلع طوله b لمثلث آخر. نحصل في الأخير على مربع طول ضلعه a+b، كما في الصورة.
لنحسب مساحة المربع المحدد بالأضلاع ذات الطول c. بالطبع المساحة هي c²، وتساوي أيضاً فرق مساحة المربع الكبير ذو الضلع a+b ومجموع مساحات المثلثات الأربع. مساحة المربع الكبير هي ²(a+b) لأن طول ضلعه هو a+b. ومجموع مساحات المثلثات هي أربع مرات مساحة مثلث واحد، أي 4(ab/2)، إذن الفرق هو (a+b)²-4(ab/2) بالتبسيط a²+b²+2ab-2ab أي a²+b². بهذا نكون قد برهنا على أن مساحة المربع ذو الضلع c تساوي a²+b²، أي a²+b²=c².

توجد طرق عديدة أخرى لإثبات مبرهنة فيثاغورس، حتى الرئيس الأمريكي الواحد والعشرون جيمس جارفيلد، برهن بطريقة قريبة من الطريقة السابقة، على مبرهنة فيثاغورس.

### برهان باستعمال خاصيات الحساب المثلثي في مثلث قائم الزاوية

مثلث قائم الزاوية

لنعتبر المثلث {\displaystyle ABC} القائم الزاوية في {\displaystyle A} (الشكل المماثل اجنبه):
لدينا {\displaystyle \cos ^{2}\alpha ={\dfrac {AB^{2}}{BC^{2}}}\Leftrightarrow \cos \alpha ={\dfrac {AB}{BC}}}
و {\displaystyle \sin ^{2}\alpha ={\dfrac {AC^{2}}{BC^{2}}}\Leftrightarrow \sin \alpha ={\dfrac {AC}{BC}}}
وكما نعلم {\displaystyle \cos ^{2}\alpha +\sin ^{2}\alpha =1}
وبالتالي {\displaystyle AB^{2}+AC^{2}=BC^{2}\Leftrightarrow {\dfrac {AB^{2}+AC^{2}}{BC^{2}}}=1\Leftrightarrow {\dfrac {AB^{2}}{BC^{2}}}+{\dfrac {AC^{2}}{BC^{2}}}=1}

## أشكال أخرى للمبرهنة

### استلزامها المضاد للعكس
نص الاستلزام المضاد للعكس:
« إذا كانت أطوال أضلاع مثلث ABC تحقق {\displaystyle BC^{2}\neq AB^{2}+AC^{2}\,\!} فإن المثلث ABC ليس قائماً في النقطة A. »
رغم أن الاستلزام المضاد للعكس يكافئ منطقياً المبرهنة المباشرة، إلا أن استعماليهما مختلفان: فنظرية فيثاغورس المباشرة تستعمل لحساب طول ضلع مثلث قائم الزاوية بدلالة طولي الضلعين الآخرين، في حين أن استلزامها المضاد للعكس يستعمل لإثبات كون مثلث (قياسات أضلاعه معلومة) ليس قائم الزاوية.

### الاستلزام المضاد للعكس للخاصية العكسية
يقول ما يلي: « إذا كان المثلث ABC ليس قائم الزاوية في A فإن {\displaystyle BC^{2}\neq AB^{2}+AC^{2}\,\!} »

## تعميمات

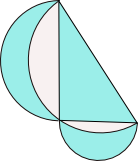
مبرهنة الهلالين

### تعميم على أشكال هندسية أخرى غير المربعات
عمم إقليدس مبرهنة فيثاغورس في كتابه العناصر (العبارة 31، الجزء VI من كتاب العناصر):
« في المثلثات القائمة الزاوية، مساحة شكل مرسوم على الوتر، يساوي مجموع مساحتي الشكلين المشابهين له المرسومين على ضلعي الزاوية القائمة. »
بتعبير آخر: « إذا أنشأنا أشكالاً متشابهة على أضلاع مثلث قائم الزاوية، فإن مساحتي الشكلين الصغيرين تساوي مساحة الشكل الكبير. »

هذه الخاصية تسمح لنا بالبرهنة على أن مساحة مثلث تساوي مجموع مساحتي الهلالين المرسومين على ضلعي الزاوية القائمة: مبرهنة الهلالين.

### قانون جيب التمام
يعتبر قانون جيب التمام امتداداً لنظرية فيثاغورس، ينص على ما يلي:
{\displaystyle a^{2}+b^{2}-2ab\cos {\theta }=c^{2}\,}
حيث تمثل θ الزاوية المحصورة بين الضلعين a و b.

## استعمالاتها
- تسمح نظرية فيثاغورس بحساب المسافة بين نقطتين في معلم متعامد بدلالة إحداثياتهما الديكارتية، إذا كانت {\displaystyle A(x_{a},y_{a})} و{\displaystyle B(x_{b},y_{b})} نقطتان من المستوي الإقليدي، فإن المسافة بينهما هي:

{\displaystyle {\sqrt {(x_{b}-x_{a})^{2}+(y_{b}-y_{a})^{2}}}}
إذا كانت {\displaystyle (x_{b},y_{a})} إحداثيتا نقطة C في نفس المعلم، فإن المثلث ACB قائم الزاوية في C. المسافتان CA و CB معلومتان:
{\displaystyle CA=|x_{b}-x_{a}|}
{\displaystyle CB=|y_{b}-y_{a}|}
بينما تمثل المسافة AB طول وتر المثلث ACB.
- بشكل عام، في فضاء إقليدي (أو فضاء تآلفي إقليدي)، المسافة من {\displaystyle (x_{1},\dots ,x_{k})} إلى {\displaystyle (y_{1},\dots ,y_{n})} تساوي:

{\displaystyle {\sqrt {\sum _{k=1}^{k=n}{(x_{k}-y_{k})^{2}}}}}
- يمكن أن نعتبر مبرهنة Parseval تعميماً لنظرية فيثاغورس في فضاء الجداء الداخلي.
- تعمم نظرية فيثاغورس على التبسيطات ذات الأبعاد الكبيرة. إذا كان لرباعي أوجه ركن قائم (ركن من مكعب)، فإن مربع مساحة الوجه المقابل للركن، يساوي مجموع مربعات مساحات الأوجه الثلاثة الأخرى. تعرف هذه المبرهنة أيضاً باسم مبرهنة Gua.

## تاريخ
عرفت خاصية فيثاغورس في العصور القديمة، والدلائل على ذلك ما زالت موجودة حتى الآن. يكفي مثلاً أن نلاحظ الحبل ذا ثلاث عشرة عقدة الذي كان المسّاحون المصريون يستعملونه والذي نجد له صوراً في عدة تصاوير للأعمال الزراعية. يسمح هذا الحبل، علاوة على قياس المسافات، بإنشاء زوايا قائمة دون الحاجة إلى جيب التمام، إذ تسمح العقد الثلاث عشرة (والمسافات الاثنتي عشر الفاصلة بين العقد) من إنشاء مثلث أبعاده (5 ،4 ،3)، مثلث يتضح أنه قائم الزاوية. ظل هذا الحبل أداة هندسية طيلة العصور الوسطى.
أقدم تمثيل لمثلوثات فيثاغورس (مثلث قائم الزاوية وأطوال أضلاعه أعداد صحيحة طبيعية) نجده في الميغاليثات (2500 سنة قبل الميلاد). كما أظهرت آثار البابليين (لوحة Plimpton، حوالي سنة 1800 قبل الميلاد) أنه قبل ظهور فيثاغورس بأكثر من 1000 سنة، عرف المهندسون وجود مثلوثات فيثاغورس.
لكن بين اكتشاف الخاصية «نلاحظ أن بعض المثلثات القائمة الزاوية تحقق هذه الخاصية»، تعميمها «يبدو أن كل المثلثات القائمة الزاوية تحقق هذه الخاصية» وإثباتها «كل المثلثات القائمة الزاوية (فقط) في المستوى الإقليدي تحقق هذه الخاصية» عدة أجيال.

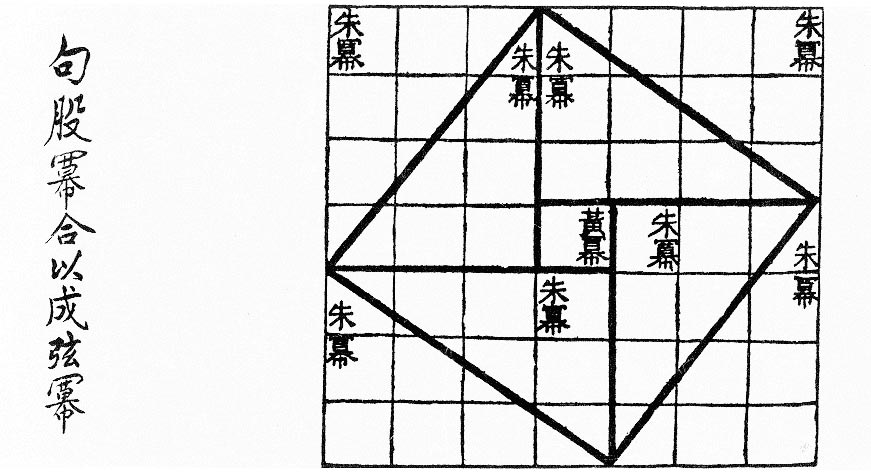
برهان بصري لمثلث أطوال أضلاعه (3، 4، 5) في كتاب Chou Pei Suan Ching (القرن الثاني-القرن الخامس قبل الميلاد)

ندرة الدلائل التاريخية تجعل من غير الممكن نسب المبرهنة إلى فيثاغورس بشكل قاطع، مع أننا على يقين بأنه صاحبها. أول برهان مكتوب نجده في كتاب العناصر لإقليدس بالصيغة التالية:
« في المثلثات القائمة الزاوية، مربع طول الضلع المقابل للزاوية القائمة يساوي مجموع مربعي طولي الضلعين الآخرين. »
مع صيغتها العكسية:
« إذا كان مربع طول ضلع في مثلث يساوي مجموع مربعي طولي الضلعين الآخرين، فإن الزاوية المحصورة بين هذين الضلعين قائمة. »
ومع ذلك، فتعليقات برقلس على كتاب العناصر لإقليدس (حوالي 400 سنة بعد الميلاد) تشير إلى أن إقليدس لم يقم سوى بإعادة تدوين برهان قديم نسبهُ برقلس إلى فيثاغورس.
إذن، يمكن أن نؤرخ البرهان على هذه الخاصية ما بين القرن الثالث والقرن السادس قبل الميلاد. يحكى أنه في تلك الفترة اكتشفت الأعداد اللاجذرية. بالفعل، يمكن بسهولة إنشاء مثلث قائم الزاوية ومتساوي الساقين طول أحدهما 1، فيكون مربع طول الوتر هو 2. برهان بسيط أيام فيثاغورس يثبت أن العدد 2 ليس مربعاً لعدد جذري. يقال أن هذا الاكتشاف تم إبقاؤه سراً من طرف المدرسة الفيثاغورسية تحت تهديد بالقتل.
إلى جانب هذه الاكتشافات، يبدو أن هذه المبرهنة عرفت في الصين أيضاً. نجد إشارة إلى وجود هذه المبرهنة في واحد من أقدم المؤلفات الصينية في الرياضيات، كتاب Zhoubi suanjing. هذا المؤلف، كتب على الأغلب في مملكة هان (أعظم الفترات في تاريخ الصين)، (206 قبل الميلاد، 220 سنة بعد الميلاد) يضم التقنيات المستعملة في فترة Zhou Dynasty. (القرن العاشر قبل الميلاد، 256 قبل الميلاد). نجد برهان هذه الخاصية، التي تحمل في الصين اسم مبرهنة جوجو Gougu (القاعدة والارتفاع)، في كتاب Jiuzhang suanshu (الفصول التسعة في فن الرياضيات، 100 سنة قبل الميلاد، 50 سنة بعده)، برهان مختلف كلياً عن برهان إقليدس.
كما نجد في الهند برهانا عددياً للخاصية يعود إلى القرن الثالث قبل الميلاد (برهان باستعمال أعداد خاصة، لكن يمكن تعميمه بسهولة).
رغم أنها خاصية هندسية، إلا أنها أخذت منحى حسابياً عند البحث عن جميع مثلوثات أعداد صحيحة طبيعية تمثل أطوال أضلاع مثلث قائم الزاوية: أي مثلوثات فيثاغورس. هذا البحث فتح الباب لبحث آخر: البحث عن المثلوثات التي تحقق {\displaystyle a^{n}+b^{n}=c^{n}}، بحث قاد إلى حدسية فيرما التي تم حلها سنة 1994 على يد الرياضي أندرو وايلز.
توجد في الحقيقة العديد من البراهين على هذه الخاصية، مثل برهان إقليدس، وبرهان الصينيين، مروراً ببرهان الهنود، وبرهان دا فينشي وحتى برهان الرئيس الأمريكي جيمس جارفيلد. كما لا يفوت ذكر الكاشي الذي عمم هذه المبرهنة على كل المثلثات في مبرهنته المعروفة باسم مبرهنة الكاشي.